# Àngel Llàcer
Àngel Llàcer né le 16 janvier 1974 à Barcelone, Espagne, est un acteur et professeur catalan d'art dramatique.
Il commence très jeune alors qu'il est lycéen. Il s'inscrit alors à l'option théâtre animée par le professeur Gerald Escamilla. Il assiste aux cours de l'Institut del Teatre de Barcelona (1996-1997), et pour compléter sa formation, il étudie dans des centres interprétatifs de San Miniato (Italie) et Berlin. Il a travaillé comme professeur d’interprétation pour ESADE de l'Operación Triunfo et comme directeur théâtral pour des œuvres comme Le Songe d'une nuit d'été.
Il devient membre du jury d'Un air de star, le nouveau divertissement de M6 qui débute le mardi 14 mai 2013 à 20 h 50, avec 2 autres personnalités, la chanteuse Liane Foly et la comédienne Victoria Abril. Ils sont tous trois chargés de noter les 8 candidats-stars qui se déguisent en autre star.

## Théâtre
- "Mala Sang" (1997)
- "El Somni de Mozart" (1998)
- "Mesura per Mesura" (1999)
- "Fes Córrer la Veu" (1999)
- "Mein Kampf" (1999)
- "La tienda de los horrores" (2000)
- "A Little Night Music" (2000-2001)
- "The Full Monty" (2001).
- "Salinger" (2002)
- "Teatre Sense Animals" (2004)
- "Tenim un problema!" (2005)
- Ya van 30, (2007)
- Què, el nou musical (2008)
- Boeing-Boeing (2009)
- La doble vida d'en John" (2010)
- Geronimo Stilton (2010)
- Madame Melville (2011)
- "Splenda amb el Mag Lari" (2012)
- El Petit Princep,(2014)

## Télévision
- Arteria 33, (Canal 33, 2001).
- Operación Triunfo, (TVE 1, 2001 y 2002).
- Pequeños grandes genios, (TVE 1, 2003).
- City a cegues, (City TV, 2004).
- Hem fet el cinc!, (City TV, 2004).
- Operación Triunfo, (Telecinco, 2005).
- El salt de l'Àngel, (TV3, 2006).
- Anónimos, (La Sexta, 2006).
- Tu Sí Que Vales, (Telecinco, 2008).
- Operación Triunfo, El chat (Telecinco, 2008).
- No te olvides la canción, (La Sexta, 2008).
- Los mejores años, (TVE, 2009).
- Operación Triunfo, El chat (Telecinco, 2009).
- Tu Sí Que Vales, (Telecinco, 2009).
- La Escobilla Nacional, (Antena 3, 2010).
- Operación Triunfo", (Telecinco, 2011).
- Tu Cara Me Suena", (Antena 3, 2011).
- Tu Cara Me Suena",  (Antena 3, 2012).
- Un Air de Star, (M6, 2013) - Presente

## Prix
- Premi Butaca 1998: Millor Actor Musical, "El somni de Mozart".
- Premi Butaca 2000: Millor Actor de Reparto, "Mein Kampf".
- Nominación al premio Max 2002 "The Full Monty".
- Premio Butaca 2011: Mejor Musical Infantil "Geronimo Stilton, el musical del Regne de la Fantasia"
- Premio Mejor Musical Infantil 2011: "Geronimo Stilton, el musical del Regne de la Fantasia"